# Palanquinos
Palanquinos es una localidad española del municipio de Villanueva de las Manzanas, en la provincia de León, comunidad autónoma de Castilla y León.

## Geografía
Localidad cercana al río Esla. Se encuentra situada al sur de la ciudad de León, a 16,5 km en línea recta y 23 km por carretera.

## Historia
Era la terminal de los ferrocarriles llamados Secundarios de Castilla.

## Monumentos
- Iglesia parroquial (Virgen de la Anunciación o de la Encarnación).